# 資訊過濾
資訊過濾（Information Filtering），是資源及使用者的中介者，強調的是主動、長期與個人化的資訊服務；在一個數位化極度發展的時代裡，要能夠在澔翰資訊裡擷取出所需要的資訊，指引出使用者所需之最相關資訊仰賴資訊過濾技術的發展，一般主要是透過電腦來進行自動抽取、分類、摘要等工作；找出文件的關鍵詞並加以自動分類，再以自動摘要的技術將文件相關內容做一整理，提供給使用者瀏覽，其過濾的方式因應用範圍於不同領域、資訊系統所涵蓋的資訊特質不同，所採去的過濾方式也不同，其過濾技術大致可分為內容式資訊過濾(Content-based Information Filtering)及協力式資訊過濾(Collaborative Information Filtering)兩種，除了可在大型網路資源搜尋系統上使用，亦可和網頁瀏覽器結合運用。